# Lymantriinae
Lymantriinae este o subfamilie de molii din familia Lymantriidae (sau Erebidae conform altor clasificări).

## Taxonomie
Într-o nouă clasificare recentă, familia Lymantriidae devine sinonim pentru Lymantriinae și taxonul este plasat ca subfamilie a familiei Erebidae.
Lista triburilor :
- Tribul Arctornithini Holloway, 1999
- Tribul Lymantriini Hampson, 1893
- Tribul Nygmiini Holloway, 1999
- Tribul Orgyiini Wallengren, 1861